# Полк (округ, Вісконсин)
Шаблон:StateAbbr_ 45°28′ пн. ш. 92°26′ зх. д. / 45.46° пн. ш. 92.44° зх. д.
 Полк (англ. Polk County) — округ (графство) у штаті Вісконсин. Ідентифікатор округу 55095.

## Історія
Округ утворений 1853 року.

## Демографія
За даними перепису
2000 року
загальне населення округу становило 41319 осіб, зокрема міського населення було 2849, а сільського — 38470.
Серед них чоловіків — 20650, а жінок — 20669. В окрузі було 16254 домогосподарства, 11325 родин, які мешкали в 21129 будинках.
Середній розмір родини становив 3,01.
Віковий розподіл населення поданий у таблиці:
| Стать    | До 15 років | 15-21 | 22-29 | 30-39 | 40-49 | 50-65 | 65-85 | Понад 85 |
| -------- | ----------- | ----- | ----- | ----- | ----- | ----- | ----- | -------- |
| Чоловіки | 4414        | 2055  | 1614  | 2949  | 3454  | 3461  | 2428  | 275      |
| Жінки    | 4268        | 1792  | 1555  | 2958  | 3218  | 3334  | 2906  | 638      |

## Суміжні округи
- Бернетт — північ
- Беррон — схід
- Данн — південний схід
- Сент-Круа — південь
- Вашингтон, Міннесота — південний захід
- Чисаго, Міннесота — захід

## Виноски
1. ↑  U.S. Decennial Census. United States Census Bureau. Процитовано 8 серпня 2015.
2. ↑  Historical Census Browser. University of Virginia Library. Архів оригіналу за 11 серпня 2012. Процитовано 8 серпня 2015.
3. ↑  Forstall, Richard L., ред. (27 березня 1995). Population of Counties by Decennial Census: 1900 to 1990. United States Census Bureau. Процитовано 8 серпня 2015.
4. ↑  Census 2000 PHC-T-4. Ranking Tables for Counties: 1990 and 2000 (PDF). United States Census Bureau. 2 квітня 2001. Процитовано 8 серпня 2015.
5. ↑  State & County QuickFacts. United States Census Bureau. Архів оригіналу за 4 серпня 2011. Процитовано 23 січня 2014.(англ.) Наведено за англійською вікіпедією.
6. ↑  American FactFinder. Бюро перепису населення США. Архів оригіналу за 26 лютого 2012. Процитовано 31 січня 2008.

| США | Це незавершена стаття з географії США. Ви можете допомогти проєкту, виправивши або дописавши її. |